# Voile aux Jeux olympiques d'été de 1980
Navigation
Montréal 1976 Los Angeles 1984
Six épreuves de voile furent disputées à l'occasion des Jeux olympiques d'été de 1980, du 22 juillet au 1er août au Centre Yachting du Pirita,  situé dans le port de Pirita de la baie de Tallinn sur la mer Baltique à Tallinn.

## Tableau des médailles
| Rang | Pays               | Médaille d'or | Médaille d'argent | Médaille de bronze | Total |
| 1    | Brésil             | 2             | 0                 | 0                  | 2     |
| 2    | Union soviétique   | 1             | 1                 | 1                  | 3     |
| 3    | Danemark           | 1             | 1                 | 0                  | 2     |
| 4    | Finlande           | 1             | 0                 | 1                  | 2     |
| 5    | Espagne            | 1             | 0                 | 0                  | 1     |
| 6    | Autriche           | 0             | 2                 | 0                  | 2     |
| 7    | Allemagne de l'Est | 0             | 1                 | 0                  | 1     |
| 7    | Irlande            | 0             | 1                 | 0                  | 1     |
| 9    | Grèce              | 0             | 0                 | 1                  | 1     |
| 9    | Hongrie            | 0             | 0                 | 1                  | 1     |
| 9    | Italie             | 0             | 0                 | 1                  | 1     |
| 9    | Suède              | 0             | 0                 | 1                  | 1     |

## Voiliers olympiques
Le Tempest qui avait remplacé le Star en 1976, est retiré des voiliers olympiques. Le Star revient.

Finn - 470 - Flying Dutchman - Tornado - Star - Soling

## Résultats
| Classe          | Or                                                       | Argent                                                              | Bronze                                                    |
| 470             | Brésil Marcos Soares Eduardo Penido                      | Allemagne de l'Est Jorn Borowski Egbert Swensson                    | Finlande Jouko Lindgrén Georg Tallberg                    |
| Finn            | Finlande Esko Rechardt                                   | Autriche Wolfgang Mayrhofer                                         | Union soviétique Andrei Balashov                          |
| Flying Dutchman | Espagne Alejandro Abascal Garcia Miguel Noguer Castellvi | Irlande David Wilkins James Wilkinson                               | Hongrie Szabólcs Detre Zsolt Detre                        |
| Soling          | Danemark Valdemar Bandolowski Erik Hansen Poul Jensen    | Union soviétique Aleksandr Budnikov Boris Budnikov Nikolay Poliakov | Grèce Tásos Bountoúris Tásos Gavrílis Aristídis Rapanákis |
| Star            | Union soviétique Valentin Mankin Alexandre Mouzytchenko  | Autriche Karl Ferstl Hubert Raudaschl                               | Italie Giorgio Gorla Alfio Peraboni                       |
| Tornado         | Brésil Lars Sigurd Björkström Alexandre Welter           | Danemark Peter Due Per Kjærgaard                                    | Suède Göran Marström Jörgen Ragnarsson                    |